# Red de área metropolitana

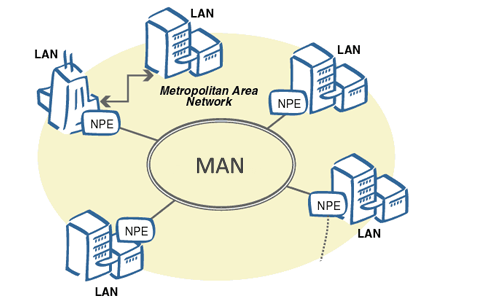
Red de área metropolitana

Una red de área metropolitana (MAN, Metropolitan Area Network) es una red de alta velocidad (banda ancha) que da cobertura en un área geográfica extensa, proporcionando capacidad de integración de múltiples servicios mediante la transmisión de datos, voz y vídeo, sobre medios de transmisión tales como fibra óptica y par trenzado (MAN BUCLE). La tecnología de pares de cobre se posiciona como la red más grande del mundo una excelente alternativa para la creación de redes metropolitanas, por su baja latencia (entre 1 y 50 ms), gran estabilidad y la carencia de interferencias radioeléctricas, las redes MAN BUCLE, ofrecen velocidades de 10 Mbit/s o 20 Mbit/s, sobre pares de cobre y 100 Mbit/s, 1 Gbit/s y 10 Gbit/s mediante fibra óptica.
Otra definición podría ser: Una MAN es una colección de LANs o CANs dispersas en una ciudad (decenas de kilómetros). Una MAN utiliza tecnologías tales como ATM, Frame Relay, DSL (Digital Subscriber Line), WDM (Wavelength Division Multiplexing), ISDN, E1/T1, PPP, etc. para conectividad a través de medios de comunicación tales como cobre, fibra óptica, y microondas.
Las Redes MAN BUCLE, se basan en tecnologías Bonding, de forma en que los enlaces están formados por múltiples pares de cobre con el fin de ofrecer el ancho de banda necesario.
Además esta tecnología garantice SLAS'S del 99,999, gracias a que los enlaces están formados por múltiples pares de cobre y es materialmente imposible que 4, 8 o 16 hilos se averíen de forma simultánea. 
El concepto de red de área metropolitana representa una evolución del concepto de red de área local a un ámbito más amplio, cubriendo áreas mayores que en algunos casos no se limitan a un entorno metropolitano sino que pueden llegar a una cobertura regional e incluso nacional mediante la interconexión de diferentes redes de área metropolitana.
Este tipo de redes es una versión más grande que la LAN y que normalmente se basa en una tecnología similar a esta. La principal razón para distinguir una MAN con una categoría especial es que se ha adoptado un estándar para que funcione, que equivale a la norma IEEE.
Las redes WAN también se aplican en las organizaciones, en grupos de oficinas corporativas cercanas a una ciudad, estas no contienen elementos de conmutación, los cuales desvían los paquetes por una de varias líneas de salida potenciales. Estas redes pueden ser públicas o privadas.
Las redes de área metropolitana, comprenden una ubicación geográfica determinada "ciudad, municipio", y su distancia de cobertura es mayor de 4 km. Son redes con dos buses unidireccionales, cada uno de ellos es independiente del otro en cuanto a la transferencia de datos.

## Aplicaciones
Las redes de área metropolitana tienen muchísimas y variadas aplicaciones, las principales son:
- Despliegue de servicios de VoIP (Voz sobre Protocolo de Internet), en el ámbito metropolitano, permitiendo eliminar las "obsoletas" líneas tradicionales de telefonía analógica o RDSI, eliminando el gasto corriente de estas líneas.
- Interconexión de redes de área local (LAN).
- Despliegue de Zonas Wifi sin Backhaul inalámbrico (Femtocell) liberando la totalidad de canales Wifi para acceso, esto en la práctica supone más del 60% de mejora en la conexión de usuarios wifi.
- Interconexión ordenador a ordenador.
- Sistemas de videovigilancia municipal.
- Transmisión CAD/CAM.
- Pasarelas para redes de área extensa (WAN).

También permiten la transmisión de tráficos de voz, datos y vídeo con garantías de alta latencia, razones por las cuales se hace necesaria la instalación de una red de área metropolitana a nivel corporativo, para corporaciones que cuentan con múltiples dependencias en la misma área capital.

## MAN pública y privada
Una red de área metropolitana puede ser pública o privada. 
Un ejemplo de MAN privada sería un gran departamento o administración con edificios distribuidos por la ciudad, transportando todo el tráfico de voz y datos entre edificios por medio de su propia MAN y encaminando la información externa por medio de los operadores públicos. 
Los datos podrían ser transportados entre los diferentes edificios, bien en forma de paquetes o sobre canales de ancho de banda fijos. 
Aplicaciones de vídeo pueden enlazar los edificios para reuniones, simulaciones o colaboración de proyectos.
Un ejemplo de MAN pública es la infraestructura que un operador de telecomunicaciones instala en una ciudad con el fin de ofrecer servicios de banda ancha a sus clientes localizados en esta área geográfica.

## Nodos de red
Las redes de área ciudadana permiten ejecutar y superar los 600 nodos de acceso a la red, por lo que se hace muy eficaz para entornos públicos y privados con un gran número de puestos de trabajo.

## Extensión de red
Las redes de área metropolitana permiten alcanzar un diámetro en torno a los 50 km, dependiendo el alcance entre nodos de red del tipo de cable utilizado, así como de la tecnología empleada. Este diámetro se considera suficiente para abarcar un área metropolitana.
Abarcan una ciudad y se pueden conectar muchas entre sí, formando más redes entre sí.

## Distancia entre nodos
Las redes de área metropolitana permiten distancias entre nodos de acceso de varios kilómetros, dependiendo del tipo de cable. Estas distancias se consideran suficientes para conectar diferentes edificios en un área metropolitana o campus privado.

## Tráfico en tiempo real
Las redes de área metropolitana garantizan unos tiempos de acceso a la red mínimos, lo cual permite la inclusión de servicios síncronos necesarios para aplicaciones en tiempo real, donde es importante que ciertos mensajes atraviesen la red sin retraso incluso cuando la carga de red es elevada.
Entre nodo y nodo no se puede tener, por ejemplo más de 100 kilómetros de cable.
Se puede tener en aproximación límite unos 20 km de cable, pero no se sabe en que momento se puede perder la información o los datos mandados.
Los servicios síncronos requieren una reserva de ancho de banda; tal es el caso del tráfico de voz y vídeo. Por este motivo las redes de área metropolitana son redes óptimas para entornos de tráfico multimedia, si bien no todas las redes metropolitanas soportan tráficos isócronos (transmisión de información a intervalos constantes).

## Alta fiabilidad
Fiabilidad referida a la tasa de error de la red mientras se encuentra en operación. Se entiende por tasa de error el número de bits erróneos que se transmiten por la red. En general la tasa de error para fibra óptica es menor que la del cable de cobre a igualdad de longitud. La tasa de error no detectada por los mecanismos de detección de errores es del orden de 10-20. Esta característica permite a las redes de área metropolitana trabajar en entornos donde los errores pueden resultar desastrosos como es el caso del control de tráfico aéreo.
La creación de redes metropolitanas municipales permitiría a los ayuntamientos contar con una infraestructura de altas prestaciones al dotarlos con una red propia similar a la de los proveedores de servicios de Internet. De esta forma el ayuntamiento puede conectar nuevas sedes, usuarios remotos o videocámaras en la vía pública.

## Alta seguridad
La fibra óptica ofrece un medio seguro porque no es posible leer o cambiar la señal óptica sin interrumpir físicamente el enlace.

## Tendencias tecnológicas y del mercado
A continuación se describen algunas de las tendencias actuales de las redes de área metropolitana.

### Bonding EFM
La tecnología Bonding EFM, en 2004 fue certificada por el Metro Ethernet Forum y ofrece servicios Ethernet de alta disponibilidad en distancias próximas a los 5 km con latencias medias de 1-5 milisegundos y posibilidad de encapsulado de múltiples interfaces TXDM, en concreto se permite extender la interfaz E-1 a cualquier edificio conectado con Bonding EFM.

#### Características principales
El modo de trabajo en conmutación de paquetes y caudal agregado mediante la suma de anchos de banda de todos los pares de cobre, el caudal es variable entre 10 y 70 Mbit/s.
La baja latencia del bonding EFM, permite la utilización para transporte de tráfico de vídeo, voz y datos, mediante la aplicación de QoS.

### SMDS
El Servicio de Datos Conmutados Multimegabit (SMDS) es un servicio, definido en Estados Unidos, capaz de proporcionar un transporte de datos trasparente "no orientado a conexión" entre locales de abonado utilizando accesos de alta velocidad a redes públicas dorsales. Se trata pues de la definición de un servicio más la especificación de interfaces de acceso.
En una primera fase se han definido cuatro documentos de recomendaciones:
1. TA 772: requisitos genéricos...
2. TA 773: requisitos de Nivel Físico (Igual al especificado en 802.6).
3. TA 774: requisitos de Operación, Administración y Red de área metropolitana.
4. TA 775: requisitos para la Tarificación.

SMDS permite implementar servicios de interconexión de redes de área local utilizando una red dorsal compartida en un ámbito de cobertura nacional, sin detrimento en las prestaciones de velocidad que siguen siendo las propias de las RALs.
El SMDS ofrece distintas velocidades de acceso desde 1, 2, 4, 10, 16, 25 y hasta 34 Mbit/s. La velocidad entre nodos de la red dorsal comienza en 45 Mbit/s y llegará a 155 Mbit/s. Esta última velocidad es la que corresponde al servicio OC-3 en la Jerarquía Digital Síncrona (SDH).
SMDS ofrece un servicio de Red Metropolitana con un acceso desde el punto de vista del abonado idéntico al 802.6, con la particularidad de que no especifica la tecnología interna de la red pública, pudiéndose utilizar tanto técnicas de conmutación ATM como otras.

#### Características principales
- La interfaz de red a los locales del abonado se denomina “Interfaz de Subred de Abonado” (SNI, Subscriber Network Interface). Las tramas "no orientadas a conexión" son enviadas sobre el SNI entre equipos de abonado y el equipamiento de la red pública.
- El formato de los datos y el nivel de adaptación es idéntico al especificado por IEEE 802.6. El SNI se especifica como una interfaz xDQDB punto-a-punto, aunque la interfaz DQDB punto-a-multipunto no está excluido. El caso de bucle de bus dual no se ha contemplado por su complejidad y coste, y porque existen alternativas más simples para ofrecer esta redundancia.
- El nivel físico del SNI es el especificado por el estándar IEEE 802.6.
- Las direcciones fuente y destino conforman el estándar E164, junto con la posibilidad de broadcast y multicast de direcciones E.164.
- Capacidad de definir Grupos Cerrados de Usuarios mediante validación de direcciones tanto en salida como en destino.

### ATM
Una de las estrategias utilizadas para proporcionar un servicio de red metropolitana según el servicio definido por SMDS es la de seguir una evolución de productos que disponen de la facilidad de interconexión a altas velocidades junto a una gran variedad de interfaces en los locales del abonado. El siguiente paso es la progresiva adaptación de estas interfaces al estándar 802.6.
Este producto inicial está construido alrededor de un conmutador polivalente de altas prestaciones que constituye una solución adecuada para la interconexión de redes locales, terminales, computadoras centrales y dispositivos. Permite manejar una gran variedad de configuraciones, con distintos protocolos.
Los consiguientes pasos en la evolución de estos conmutadores Asynchronous Transfer Mode (ATM) permitirán a mediados de los 90 la obtención de una tecnología que proporcionará el servicio definido por SMDS.

#### Características principales
A continuación se resumen las principales características de estos nodos de red de área metropolitana.
- Los nodos de este sistema son equivalentes a una subred DQDB, y se interconectan por medio de una función de encaminamiento a nivel MAC con capacidad de reencaminamiento automático.
- Un conjunto de servicios de transporte:
  - Orientado a Conexión
  - Area de Conectividad Mayor al de la Red LAN
  - Isócrono
- Un doble bus de fibra como medio de transporte.
- Un Control de Acceso al Medio (MAC) que permite a los nodos compartir un medio de transmisión de forma más ecuánime.
- Capacidad de reconfiguración cuando se producen fallos
- Un nivel físico adecuado para acomodar el formato de datos a enlaces DS3 (45 Mbit/s).